# EV-DO
EV-DO (EVDO, Evolution-Data Only, Evolution-Data Optimized) — технология передачи данных, используемая в сетях сотовой связи стандарта CDMA.
1X EV-DO — это фаза развития стандарта мобильной связи CDMA2000 1x, и относится к третьему поколению мобильной связи.
EV-DO — сокращение от Evolution Data Only. Данная технология была создана с целью усовершенствования передачи данных с использованием адаптивной модуляции, позволившей увеличить пропускную способность канала.
Технология EV-DV (Evolution Data/Voice) была предназначена для усовершенствования как голосового сервиса, так и передачи данных, однако это направление развития не получило.
Технология EV-DO, получившая маркировку Rev. C, объединяет в себе такие мобильные технологии, как CDMA, TDM, OFDM, Multiple Input Multiple Output (MIMO) и Space Division Multiple Access (SDMA).

## Скорость
Скорость передачи данных в EV-DO, в зависимости от поколений (релизов) стандарта, достигает (загрузка/отдача):
- Rel.0 — (CDMA2000 1x EV-DO rel.0) — 2,4 / 0,153 Мегабит в секунду (Down_link)/(Up_link)
- Rev.A — (CDMA2000 1x EV-DO rev.A) — 3,1 / 1,8 Мегабит в секунду
- Rev.B — (CDMA2000 1x EV-DO rev.B) — 73,5 / 27 Мегабит в секунду (15 каналов несущей, 4,9 / 1,8 Мегабит/с при одной несущей, большинство телефонов или модемов, выпускаемых в 2010 году, поддерживают 2 или 3 несущие)
- Rev.C — 280  / 75  Мегабит в секунду
- Rev.D — 500  / 120  Мегабит в секунду

## О технологии
В прямом канале используется технология временного разделения абонентов TDMA (как и в GSM). Технология временного разделения наилучшим образом подходит для пакетной передачи данных. При этом в прямом канале в стандарте EV-DO используются 600 таймслотов в секунду  длительностью по 1,67 мс каждый, в которых и передаётся абонентская информация. То есть в какой-то момент времени передаётся информация одного абонента. Это позволяет выделить полную мощность передатчика для каждого конкретного абонента. Нет необходимости контроля мощности в прямом канале. Соответственно, в прямом канале нет источников интерференции внутри соты, присутствуют помехи только от соседних сот.
В зависимости от типа передаваемой информации используется адаптивная модуляция. От типа модуляции, применяемой в прямом канале, зависит скорость передачи данных, система оценивает размер кодируемого пакета, состояние радиоинтерфейса и назначает в соответствии с этим вид модуляции QPSK, 8-PSK или 16-QAM.
Для передачи пакетов большого объёма скорость передачи данных абонента достигает 2,4 Мбит/с. При этом он занимает всего лишь один таймслот. Вся остальная ёмкость доступна для других абонентов (и с другими скоростями, находящимися на разных дистанциях от базовой станции). То есть система управляет скоростью передачи и никогда не выделит больше ресурсов абоненту, находящемуся в худших условиях.
Скорость передачи данных (если бы 1 абонент занял все 600 таймслотов в секунду):
| Вид    | Длина пакета (бит) | Количество слотов | Длительность (мсек) | Скорость (кбит/сек) |
| ------ | ------------------ | ----------------- | ------------------- | ------------------- |
| QPSK   | 1024               | 16                | 26,6                | 38,4                |
| QPSK   | 1024               | 4                 | 6,6                 | 153,6               |
| QPSK   | 1024               | 1                 | 1,6                 | 614,4               |
| 16-QAM | 4096               | 2                 | 3,3                 | 1228,8              |
| 8-PSK  | 3072               | 1                 | 1,6                 | 1843,2              |
| 16-QAM | 4096               | 1                 | 1,6                 | 2457,6              |